# Хайнрих Ернст фон Щолберг
Хайнрих Ернст фон Щолберг (на немски: Heinrich Ernst zu Stolberg; * 20 юли 1593, Шварца; † 4 април 1672, Илзенбург, Харц) е граф на Щолберг-Вернигероде (1645), в Гедерн, Шварца и Илзенбург (1657). Той е основател на „старата главна линия“ на графската фамилия Дом Щолберг.

## Произход и управление
Той е най-възрастният син на граф Христоф II фон Щолберг (1567 – 1638) и съпругата му графиня Хедвиг фон Регенщайн-Бланкенбург (1572 – 1634), дъщеря на граф Ернст I фон Регенщайн-Бланкенбург (1528 – 1581) и графиня Барбара фон Хонщайн-Фирраден (ок. 1525 – ок. 1600).
От 1639 г. той е управляващ граф на Щолберг заедно с по-малкия му брат Йохан Мартин (1594 – 1669), който основава „младата линия“ на фамилията Щолберг. На 31 май 1645 г. братята разделят собствеността. Хайнрих Ернст получава графството Вернигероде и Хонщайнер Форст. Йохан Мартин получава графството Щолберг.
Хайнрих Ернст мести резиденцията си от Вернигероде в Илзенбург. Той умира на 4 април 1672 г. на 78 години в Илзенбург и е погребан във Вернигероде.

## Фамилия
Хайнрих Ернст се жени на 2 май 1649 г. в Кведлинбург за графиня Анна Елизабет фон Щолберг-Вернигероде-Ортенберг (* 6 август 1624, Ортенберг; † 17 октомври 1668, Илзенбург), дъщеря на граф Хайнрих Фолрад цу Щолберг-Вернигероде (1590 – 1641) и втората му съпруга Маргарета фон Золмс-Лаубах (1604 – 1648). Те имат децата:
- Ернст (1650 – 1710), граф на Вернигероде, женен на 10 юни 1672 г. за принцеса София Доротея фон Шварцбург-Арнщат (1647 – 1708)
- Анна Елеанора (1651 – 1690), омъжена на 23 март 1670 г. за княз Емануел фон Анхалт-Кьотен (1631 – 1670)
- Лудвиг Христиан (1652 – 1710), граф в Гедерн, Шварца и част от Хонщайн (1677), женен I. на 26 септември 1680 г. за херцогиня София Доротея фон Вюртемберг-Нойенщат (1658 – 1681), II. на 14 май 1683 г. за херцогиня Христина фон Мекленбург-Гюстров (1663 – 1749)